# Zygmunt Flis
Zygmunt Flis (ur. 5 września 1937 Dąbrowie koło Zaklikowa, zm. 28 listopada 2023) – polski poeta.

## Życiorys
Urodził się 5 września 1937 roku w Dąbrowie na Lubelszczyźnie. Od 1945 roku mieszkał w Szczecinku. W roku 1963 ukończył filologię polską na Uniwersytecie Mikołaja Kopernika w Toruniu. Od 1975 roku miezkał w Słupsku.
Debiutował poezją w roku 1956 w „Głosie Tygodnia” i tygodniku „Pomorze”.
Był również animatorem życia kulturalnego, a przede wszystkim literackiego. Inspirował i organizował takie znane imprezy literackie, jak Październik Literacki, Premiery Słupskich Książek, Ogólnopolski Konkurs Literacki "O Laur Gryfa Słupskiego". Usteckie Rozmowy o Literaturze.
Prowadził działalność wydawniczą. Kierowana przez niego oficyna wydawnicza „Agora” opublikowała ponad 30 książek pisarzy Środkowego Pomorza.
Członek Związku Młodzieży Polskiej (1952–1956), Związku Młodzieży Wiejskiej (1962–1967) oraz PZPR (1967–1990). Członek Związku Literató Polskich od 1974 roku. Nieprzerwanie od 1982 do 1997 roku członek zarządu głównego ZLP, a od 1983 do 1997 roku prezes Słupskiego Oddziału ZLP.
Wieloletni pracownik kultury w Toruniu, Bydgoszczy, Szczecinku i w Słupsku. 

## Twórczość
W twórczości literackiej uprawiał głównie pozję. Wydał sześć indywidualnych tomów poezji. Jego wiersze zostały zamieszczone w wielu almanachach i tomach zbiorowych. Tłumaczono je także na kilka języków obcych.
Jest laureatem głównych nagród takich liczących się ogólnopolskich konkursów poetyckich jak Toruński Maj Poetycki, Bydgoska Wiosna Poetycka, Warszawska Jesień Poezji, Konkurs im. J. Śpiewaka, Konkurs Poetycki o Złotą Lampkę Górniczą.
Ma w swym dorobku także teksty piosenek poetyckich.
Opublikowana poezja:
- Łamanie psalmów (1962)
- Przynoszę ziemię (1972)
- Wybór twarzy (1975)
- Chodzenie po linie (1978)
- Poeta przy oknie (1989, 1993)
- Wybór wierszy (1994, 1995)
- Kręgi na wodzie (2008)
- Poemat historyczny "Córka królewska Elżbieta" (2012)

## Odznaczenia
- Srebrny Krzyż Zasługi
- Medal 40-lecia Polski Ludowej
- Odznaka „Zasłużony Działacz Kultury”
- Odznaka „Za zasługi dla miasta Słupska”
- Odznaka „Zasłużony dla województwa słupskiego”